# Eleições intercalares em Port au Port
As eleições intercalares de 2007 tiveram lugar no dia 8 de Fevereiro de 2007, resultaram da resignação de um membro do Parlamento Provincial da Terra Nova e Labrador, e destinaram-se a encontrar um deputado para aquele assento na Casa da Assembleia da Terra Nova e Labrador. Port au Port é um distrito eleitoral do Estado da Terra Nova e Labrador (Canadá).
O assento viria a ser integrado na bancada do Partido Conservador Progressista.
| Partido                          | Candidato    | Votos | Percentagem | +/- |
| Partido Conservador Progressista | Tony Cornect | 2.701 | 62,0        | -   |
| Partido Liberal                  | Mark Felix   | 1.521 | 34,9        | -   |
| Partido Novo Democrata           | Paul O'Keefe | 135   | 3,1         | -   |